# 阿曼达·多曼
阿曼达·多曼（英語：Amanda Doman，1977年10月24日—），昆士兰州人，澳大利亚女子垒球运动员。她曾代表澳大利亚国家队参加2004年夏季奥林匹克运动会垒球比赛，获得一枚银牌。